# Marouane Kacimi
Marouane Kacimi (22 agosto 1996) è un multiplista, lunghista e altista marocchino, vincitore di una medaglia d'argento e una di bronzo ai Giochi panafricani di Rabat 2019.

## Palmarès
| Anno | Manifestazione      | Sede     | Evento         | Risultato | Prestazione | Note |
| ---- | ------------------- | -------- | -------------- | --------- | ----------- | ---- |
| 2018 | Campionati africani | Asaba    | Salto in alto  | 5º        | 2,10 m      |      |
| 2019 | Campionati arabi    | Il Cairo | Salto in alto  | Argento   | 2,14 m      |      |
| 2019 | Campionati arabi    | Il Cairo | Salto lungo    | Bronzo    | 7,82 m      |      |
| 2019 | Giochi panafricani  | Rabat    | Salto in lungo | Argento   | 7,79 m      | w    |
| 2019 | Giochi panafricani  | Rabat    | Salto in alto  | dns       | dns         |      |
| 2019 | Giochi panafricani  | Rabat    | Decathlon      | Bronzo    | 6 607 p.    |      |